# Morse n.º 165
Morse n.º 165 es un municipio rural canadiense situado en la provincia de Saskatchewan.

## Superficie
Morse n.º 165 tiene una superficie de 1232,65 km².

## Demografía
En 2021, tenía 396 habitantes, una densidad poblacional de 0,3 hab./km², y 151 viviendas.